# Ernest Plucar
Ern(e)st Plucar též Arnošt Plucár (8. února 1802, Brno – 25. března 1858, Těšín) byl český středoškolský profesor a národní buditel slovanského obyvatelstva na Těšínsku.
Působil jako vychovatel ve šlechtických rodinách, v letech 1835–1847 pak jako profesor německé hlavní školy v Terstu a následně na evangelickém gymnáziu v Těšíně, kde vyučoval přírodní vědy a češtinu.
Účastnil se Slovanského sjezdu v Praze v roce 1848. Byl členem Matice moravské a sboru pro zřízení českého národního divadla v Praze.
Přátelil se s Janem Evangelistou Purkyně.

## Dílo
- Der Fischplatz zu Triest oder Aufzählung und populare Beschreibung der demselben aus den adriatischen Golfe zugeführten Fische und anderen eszbaren Meerprodukte nebst Andeutung ihrer Zubereitung als Speise. (Triest, 1846) online